# خودنوو
خودنوو (به لهستانی:  Chodnów) یک روستا در لهستان است که در گمینا بیاوا راوسکا واقع شده‌است.